# Senecio antandroi
Senecio antandroi  es una especie de plantas de la familia Asteraceae. Originaria de  Madagascar.

## Descripción
Es una planta herbácea arbustiva o trepadora con hojas suculentas que se encuentra en Madagascar en la Provincia de Toliara.

## Taxonomía
Senecio antandroi fue descrita por  George Francis Scott-Elliot y publicado en Journal of the Linnean Society, Botany 29: 30. 1891.
Etimología
Ver: Senecio